# Зантимирова, Гульсина Хуснулловна
Гульсина Хуснулловна Зантимирова (тат. Жәнтимерова; род. 1943) — советская работница химической промышленности, Герой Социалистического Труда.

## Биография
Родилась 6 марта 1943 года в Казани в многодетной семье.
После окончания школы поступила в базовое училище авиационного завода им. Горбунова, где готовили кадры для строящегося объединения «Органический синтез» и полтора года трудилась на строительстве этого предприятия, затем приступила к работе аппаратчицы (с 1961 года). Без отрыва от производства окончила химико-технологический техникум. За выдающиеся трудовые достижения в 1964 году ей присвоили звание ударника коммунистического труда. Она в совершенстве овладела всеми шестью рабочими специальностями в цехе и могла при необходимости заменить любого, была рационализатором.
Кроме производственной Гульсина Хуснулловна занималась и общественной работой, неоднократно избиралась депутатом райсовета и горсовета, кандидатом и членом райкома КПСС, была делегатом XXV съезда партии.
Проработав в АО «Органический синтез» более тридцати лет, с октября 1994 года Зантимирова трудилась в АО «Синтез-Сандра». В настоящее время находится на пенсии, живет в Казани.

## Награды
- В 1976 году Г. Х. Зантимировой было присвоено звание Героя Социалистического Труда с вручением ордена Ленина (за выдающиеся достижения в развитии химической промышленности).
- Также была награждена вторым орденом Ленина (1971) и медалями, в числе которых «За доблестный труд. В ознаменование 100-летия со дня рождения В. И. Ленина».